# Aire urbaine de Vitry-le-François
L'aire urbaine de Vitry-le-François est une aire urbaine française centrée sur l'unité urbaine de Vitry-le-François. Composée de 62 communes marnaises, elle comptait 32 380 habitants en 2013.

## Composition

### Évolution de la composition
- 1999 : 61 communes, dont 4 forment le pôle urbain
- 2010 : 62 communes, dont 3 forment le pôle urbain
  - Étrepy, Jussecourt-Minecourt, Lignon, Saint-Chéron, Saint-Lumier-la-Populeuse sont rattachées à sa couronne (+5)
  - Ablancourt est rattachée à l'aire urbaine de Châlons-en-Champagne (-1)
  - Lisse-en-Champagne, Saint-Amand-sur-Fion, Val-de-Vière deviennent des communes multipolarisées (-3)

## Caractéristiques en 1999
D'après la définition qu'en donne l'INSEE, l'aire urbaine de Vitry-le-François est composée de 61 communes, situées dans la Marne. Ses 35 024 habitants font d'elle la 182e aire urbaine de France.
4 communes de l'aire urbaine sont des pôles urbains.
Le tableau suivant détaille la répartition de l'aire urbaine sur le département (les pourcentages s'entendent en proportion du département) :
| Département | Communes | Communes (%) | Superficie (km²) | Superficie (%) | Population (1999) | Population (%) |
| ----------- | -------- | ------------ | ---------------- | -------------- | ----------------- | -------------- |
| Marne       | 61       | 9,8          | 638,96           | 7,8            | 35 024            | 6,2            |